# Ruchy brackie
Ruchy brackie – rodzaj spontanicznie tworzonych, lokalnych religijnych korporacji świeckich w obrębie Kościoła katolickiego (tzw. konfraterni). 
Ludność różnych stanów organizowała się według klucza terytorialnego. Członkowie tych konfraterni wspólnie się modlili i zajmowali się pogrzebami współbraci. Wspólnoty te różniły się jednak od siebie, jedne związane były z klasztorami, inne natomiast pozostawały autonomiczne. Oddzielną grupę stanowiły konfraternie pokutne. 
Pokutnicy bili się do krwi batami w górne partie prawego ramienia i plecy, błagając przy tym Boga o odkupienie grzechów. Biczowanie utożsamiane było z chłostanym przez oprawców Chrystusem, bicz zaś stał się wysoko cenionym narzędziem pokuty. Członkowie ruchów brackich przestrzegali także surowych postów i nosili włosiennice na gołe ciało, niektórzy zakładali na kończyny żelazne obręcze, niekiedy też wdziewali prawdziwe kolczugi. 
Korporacje religijne świeckich były częścią organizacji kościelnej. Miały one ścisły związek ze świątyniami, poza nimi nie miały racji bytu, gdyż to kościół dawał im atrybut legalności. Bractwa powstawały, także na terenie Polski, między innymi w Krakowie. W XV w. w parafiach tego miasta powstały bractwa najpierw przy kościele Najświętszej Marii Panny i Świętego Szczepana, potem zaś przy kościele Wszystkich Świętych i Świętego Krzyża. Grupy te były bardzo dobrze zorganizowane, miały one swych zarządców, których liczba wahała się w poszczególnych korporacjach od 2 do 6. Wybierani oni byli spośród najstarszych członków poprzez coroczną elekcję, zdarzało się jednak, że wybrani starsi braccy piastowali swój urząd przez kilka lat.
Starsi braccy pełnili ściśle określone funkcje, do ich obowiązków należało czuwać nad stanem gospodarki brackiej oraz dbać o zachowanie wewnętrznej dyscypliny organizacyjnej. Kontroli starszych poddane były pieniądze, które wpływały do skarbu ze składek członków jak i z innych źródeł. Oni też dysponowali tymi dochodami, mogli samodzielnie podejmować decyzje finansowe, a jedyną formą nadzoru nad ich poczynaniami był obowiązek składania raz do roku relacji o stanie majątkowym bractwa.
Do połowy XVI stulecia w Krakowie powstało siedem bractw, z których cztery związane były z kościołami parafialnymi, trzy zaś z klasztorami. W XV wieku miasto podzielono na pięć okręgów administracji terytorialnej; parafia Mariacka była z nich najliczniejsza, na jej terenie działały aż trzy bractwa. Członkowie bractw krakowskich do XIV wieku, jak wynika ze źródeł, pochodzili z dość zamożnych warstw społecznych, byli to rzemieślnicy, wójtowie, a także członkowie ich rodzin. Brak dostatecznych informacji w dokumentach sprawia, iż nie wiadomo, kiedy bractwa otworzyły się dla najuboższych mieszkańców miasta, wiadomo natomiast, że udzielano zapomogi biednym członkom. Regulamin przewidywał bowiem przyznanie ubogim braciom pewnej kwoty pieniędzy na zaspokojenie pierwszych potrzeb życiowych. Jednak wsparcie to miało charakter sporadyczny.